# Evangelisches Hilfswerk
Das Evangelische Hilfswerk war nach dem Zweiten Weltkrieg eine Hilfsorganisation der Evangelischen Kirche in Deutschland.

## Ziele

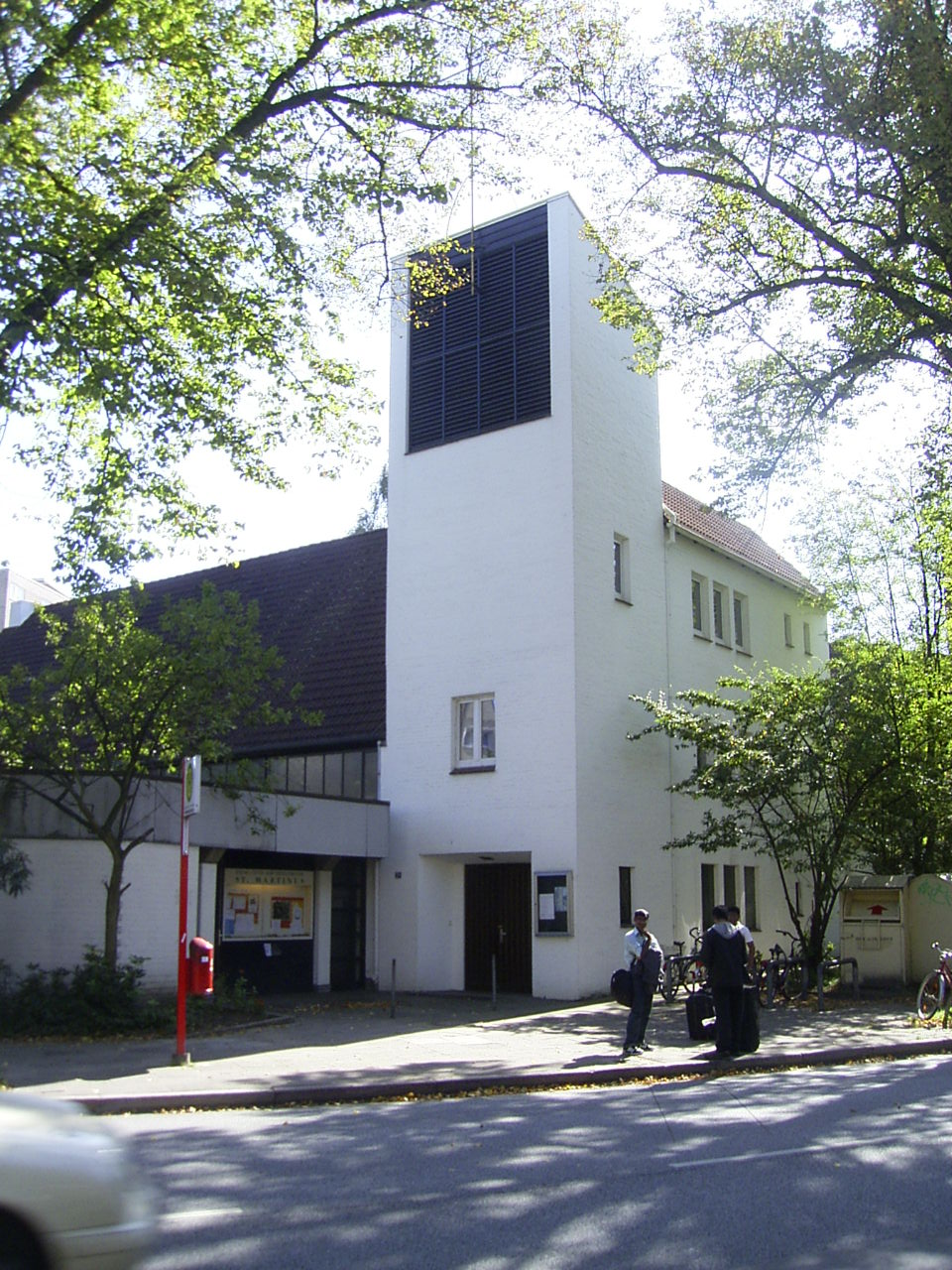
1949 als Notkirche errichtete St. Martinuskirche in Hamburg-Eppendorf

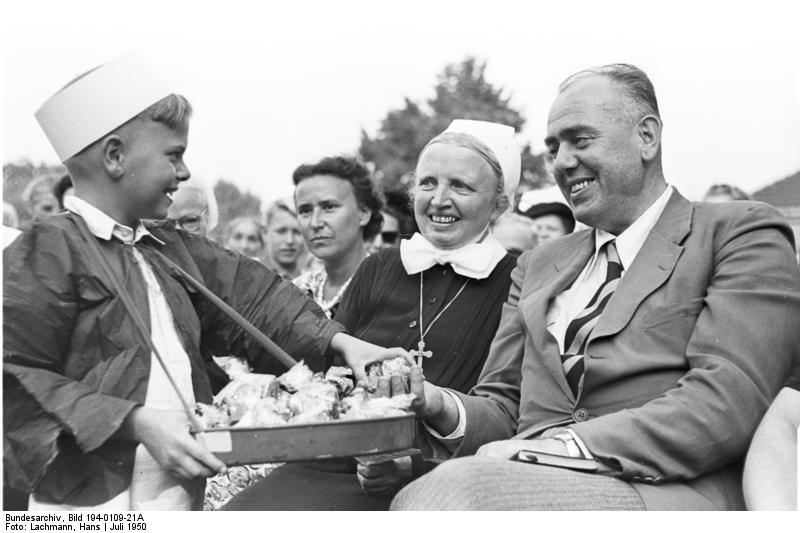
Betreuung von Flüchtlingskindern in Urdenbach 1950

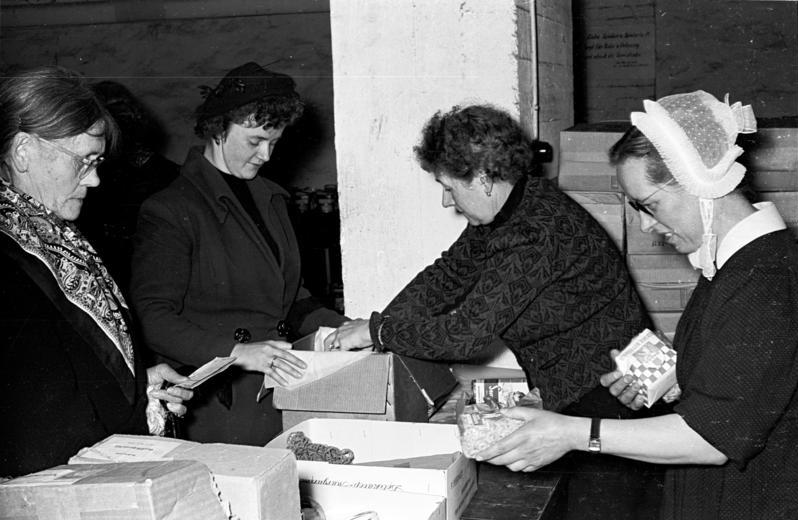
Verteilung von CARE-Paketen 1954 gemeinsam mit der Inneren Mission

Ziel war es angesichts der Not im Nachkriegsdeutschland, jede Gemeinde und jedes Gemeindeglied zur tätigen Mithilfe anzuregen. Dazu entstanden in den Landeskirchen Hauptbüros sowie das Zentralbüro in Stuttgart. Das Hilfswerk kümmerte sich um die Probleme von Flüchtlingen, den Bau von Wohnungen (Siedlungswerk), den Aufbau von Alten- und Lehrlingsheimen sowie von Notkirchen.
Für Auswanderer hielt die Zentralstelle für die evangelische Auswandererbetreuung unter ihrem Leiter Ferdinand Schröder Hilfestellung bereit. Das Evangelische Hilfswerk unterstützte den Kirchlichen Suchdienst, der Familienzusammenführungen ermöglichen sollte. Ende 1947 umfasste dessen Zentralkartei 10 Millionen Personendaten.

## Geschichte
Das Evangelische Hilfswerk wurde Ende August 1945 auf der Kirchenführerkonferenz von Treysa gegründet. Initiator und erster Leiter war von 1945 bis 1951 Eugen Gerstenmaier, der außerdem zum Vorsitzenden des Evangelischen Siedlungswerks bestimmt wurde. Von 1945 bis 1948 strömten infolge der Flucht und Vertreibung Deutscher aus Mittel- und Osteuropa etwa 12 Millionen Menschen nach Deutschland. Die Hilfe für diese Flüchtlinge stellte angesichts der materiellen und moralischen Not die größte Herausforderung an die kirchliche Nachkriegshilfe im Evangelischen Hilfswerk dar. Vorrangig war die Einrichtung von Notaufnahmelagern, um den Vertriebenen eine halbwegs erträgliche Unterkunft bieten zu können. Bekannte Projekte waren der Aufbau der Flüchtlingssiedlung Espelkamp auf dem Gelände einer ehemaligen Munitionsanstalt sowie das Sozialwerk Stukenbrock, das in den Baracken eines ehemaligen Kriegsgefangenenlagers seinen Anfang nahm. Von 1945 bis 1949 arbeiteten etwa 55.000 Menschen, davon 5000 hauptamtlich, für das Hilfswerk.
Eine wichtige Wirkung erreichte es als Verteilungsorganisation von Auslandsspenden, unter anderem des chilenischen Hilfswerkes Salvad a los Niños (span.: Rettet die Kinder). Das Evangelische Hilfswerk verteilte 62 Millionen Kilogramm Lebensmittel und Kleidung. In der britischen Besatzungszone war das Hilfswerk zu 50 % für die Verteilung der CARE-Pakete zuständig, in der amerikanischen Zone zu 34 %. Mit Kinder- und Schulspeisungen sowie Jugendlagern und -kuren kümmerte sich das Hilfswerk um Jugendliche: Im Jahr 1947 nahmen 168.500 Teilnehmer an 3450 Jugendlagern teil.
Das Evangelische Hilfswerk legte unter der Leitung von Otto Bartning zwischen 1946 und 1953 zwei Serienkirchenprogramme auf. Zunächst wurden 43 Notkirchen errichtet, in einem Folgeprogramm dann weitere kleinere Kirchbauten in drei Typen: Gemeindezentren, Diasporakapellen und Häuser der Kirche.
Das Evangelische Hilfswerk setzte sich nach dem Krieg auch für Internierte ein. Das waren ehemalige Nationalsozialisten höherer Funktion, mutmaßliche Kriegsverbrecher und KZ-Personal. Zu den Hilfsmaßnahmen gehörte auch die Prozesskostenhilfe für die Anklagen vor den Spruchkammern im Rahmen der Entnazifizierung. Viele ehemalige Internierte wurden dann selbst im Hilfswerk aktiv. Im Januar 1948 setzte es sich in einer Denkschrift auch für die Internierten ein, die als mutmaßliche Kriegsverbrecher in die Länder der Kriegsgegner ausgeliefert werden sollten.
Nach dem Zweiten Weltkrieg spendete das Hilfswerk auch Papier zum Drucken kirchlicher und theologischer Werke, z. B. 1949 für das Buch Die Gemeinde des Auferstandenen von Karl Heim.

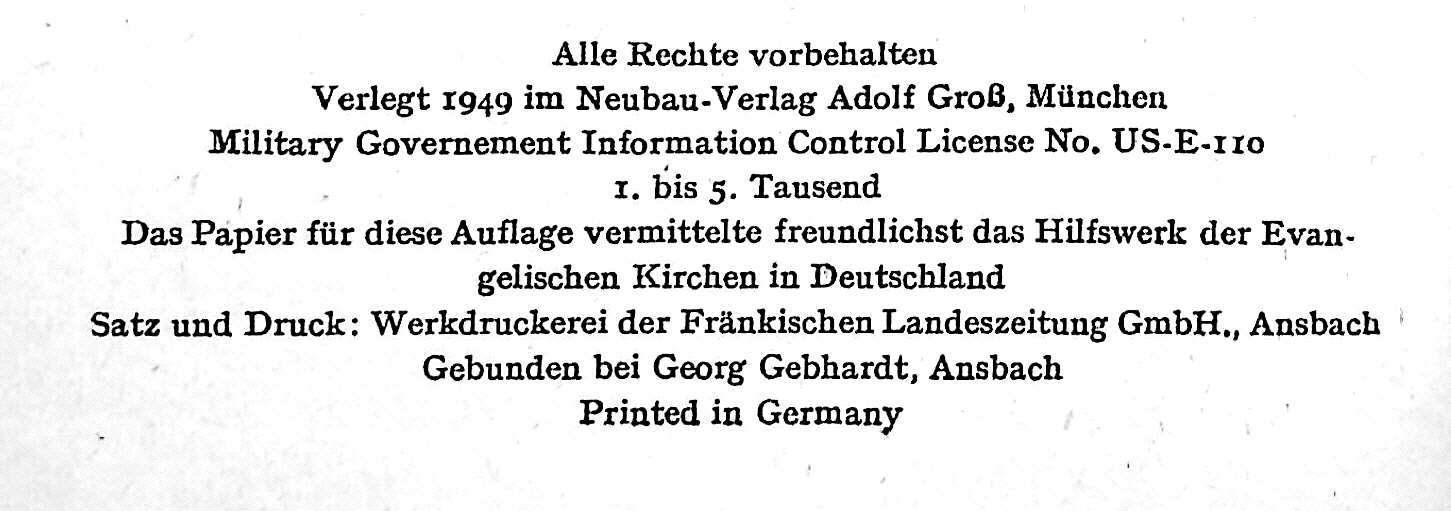
Das Impressum eines Buches von Karl Heim, dessen Papier vom Hilfswerk „vermittelt“ wurde.

Im Jahr 1957 wurden Innere Mission und Evangelisches Hilfswerk in einem Werk Innere Mission und Hilfswerk vereinigt, das unter seinem Geschäftsführer, dem Pastor Claus von Aderkas, 1975 im Diakonischen Werk der EKD aufging.